# 58215 von Klitzing
58215 von Klitzing este un asteroid din centura principală de asteroizi.

## Descriere
58215 von Klitzing este un asteroid din centura principală de asteroizi. A fost descoperit pe 21 septembrie 1992 la Tautenburg de Freimut Börngen și Lutz Dieter Schmadel. Asteroidul prezintă o orbită caracterizată de o semiaxă mare de 2,58 ua, o excentricitate de 0,11 și o înclinație de 6,8° în raport cu ecliptica.